# Арт Малік
Арт Малік  (англ. Art Malik; 13 листопада 1952, Бахавалпур, Пакистан) — британський актор театру, кіно та телебачення, найбільш відомий за ролями у фільмах «Правдива брехня» і «Живі вогні». Знявся у фільмі «Франклін» (2008).